# Ingrid Carlberg
Ingrid Margareta Carlberg, (nascuda el 30 de novembre de 1961) és una autora i periodista sueca. Va esdevenir membre de l'Acadèmia Sueca el 13 d'octubre de 2020. Va substituir Göran Malmqvist a la cadira número 5.
Està casada amb el polític suec i antic ministre de Finances Pär Nuder.

## Obres destacades
- 2002 – Jag heter Rosalie, barnbok (Rabén & Sjögren)
- 2003 – Rosalie på djupt vatten, barnbok (Rabén & Sjögren)
- 2004 – Min bror Benjamin, ungdomsroman (Rabén & Sjögren)
- 2005 – Rosalies hemliga kompis, barnbok (Rabén & Sjögren)
- 2008 – Pillret, reportagebok om antidepressiva läkemedel (Norstedts)
- 2012 – "Det står ett rum här och väntar på dig ...": berättelsen om Raoul Wallenberg (Norstedts)
- 2019 − Nobel: den gåtfulle Alfred, hans värld och hans pris (Norstedts)